# InfraNum
InfraNum est une fédération française de professionnels du secteur des infrastructures de télécommunications. L'organisme a été créé en 2012, et se donne pour mission notamment d'assurer le dialogue entre les professionnels du secteur de la fibre optique pour atteindre les objectifs du Plan France Très Haut Débit. En 2022, InfraNum regroupe 220 entreprises,,. InfraNum se nommait auparavant « Fédération des industriels des réseaux d'initiative publique » (Firip). Le changement de nom a eu lieu en 2018.
Next INpact décrit InfraNum comme étant un lobby auquel adhère 90 % de la filière et qui est un devenu « un des interlocuteurs privilégiés des pouvoirs publics en matière de très haut débit ». InfraNum prend l'initiative de faire des propositions aux acteurs du secteur, aux autorités françaises ou aux personnalités politiques en campagne,,.
InfraNum s'occupe également de la promotion de l'exportation, notamment en Afrique, du modèle des réseaux d'initiative publique (RIP), c'est-à-dire des réseaux portés par des collectivités locales,.
En décembre 2021, Philippe Le Grand, qui avait cofondé InfraNum avec Étienne Dugas, devient président d'Infranum, un poste tenu par Étienne Dugas pendant neuf ans. Parmi ses actions figure le développement d'InfraNum à l'international, y compris dans le contexte de la reconstruction de l'Ukraine.